# Рагозина (Тюменская область)
Рагозина — деревня в Ишимском районе Тюменской области России. Входит в состав Ларихинского сельского поселения.

## История
До 1917 года входила в состав Ларихинской волости Ишимского уезда Тюменской губернии. По данным на 1926 год состояла из 103 хозяйств. В административном отношении входила в состав Воронинского сельсовета Ларихинского района Ишимского округа Уральской области.

## Население
| 2010 |
| ---- |
| 55   |

По данным переписи 1926 года в деревне проживало 473 человека (212 мужчин и 261 женщина), в том числе: русские составляли 100 % населения.
Согласно результатам переписи 2002 года, в национальной структуре населения русские составляли 65 %, казахи — 31 % из 99 чел.